# Otto Seeck
Otto Seeck, né le 2 février 1850 à Riga, en Livonie rattachée à l'Empire russe, et mort le 29 juin 1921 à Münster, est un historien allemand, spécialiste de l'Antiquité classique et romaine.

## Biographie
Otto Seeck naît le 2 février 1850 à Riga. Il commence des études à l'Université de Tartu (actuelle Estonie), puis il étudie l'histoire classique sous la direction de Theodor Mommsen à l'Université Humboldt de Berlin et obtient son doctorat en 1872 avec sa thèse sur la Notitia dignitatum. En 1881, il obtient un poste à l'Université de Greifswald et enseigne l'Histoire romaine et l'archéologie.
À partir de 1907, il enseigne à l'Université de Münster.

## Œuvres
- Quaestiones de notitia dignitatum. Dissertation, Berlin 1872
- Notitia dignitatum. Accedunt notitia urbis Constantinopolitanae et laterculi provinciarum. Berlin 1876
- Die Kalendertafel der Pontifices. Berlin 1885 (The Calendar Tables of the Pontifices)
- Die Quellen der Odyssee. Berlin 1887
- Die Briefe des Libanius zeitlich geordnet. Leipzig 1906
- Regesten der Kaiser und Päpste für die Jahre 311 bis 476 n. Chr.: Vorarbeit zu einer Prosopographie der christlichen Kaiserzeit. Stuttgart 1919. (Synopses of the emperors and popes for the years 311-476 AD: preliminary work for a prosopography the Christian Empire)
- Geschichte des Untergangs der antiken Welt. 6 Bände. Metzler, Stuttgart 1895–1920